# 安田光昭
安田 光昭（やすだ みつあき、1907年（明治40年）3月11日 - 1993年（平成5年）1月12日）は日本の教育者、政治家。元鳥取県議会議員。元米子市教育長。号東馬。
地方教育行政の要として野坂寛治市長のもと教育基盤の確立に尽力。米子市独自の教育立地計画を樹立することが肝要と6年間にわたり現場教職員と一体となり実態調査を実施。その結果を4冊にまとめ逐次刊行した。このことは全国的に注目された。また、全国の都市教育委員会の教育長に呼びかけて全国都市教育長会を結成し、地教委本来の使命達成に努めた。その他、県立移管となった市立米子高等学校の開設「米子市小学校再配置計画」の立案実施を行った。

## 経歴
鳥取県西伯郡大篠津村（現米子市大篠津町）の「大阪屋」という割烹旅館の長男として生まれた。
米子中学校（現鳥取県立米子東高等学校）を経て、1928年（昭和3年）日本体育会体操学校（現日本体育大学）卒。神奈川県立横浜第三中学校勤務、1938年（昭和13年）中華民国新民会指導部、1943年（昭和18年）北京日本大使館嘱託、同年華北興亜翼賛会錬成部副部長。
その間大日本武徳会華北総本部常任理事、大日本体育会華北総本部常任理事、華北興亜青年同盟錬成部長を歴任、終戦に依り引揚。
1950年（昭和25年）の産業観光米子大博覧会では警備部長を務めたあと、文教課長を経て、1952年（昭和27年）市教育長になった。
1993年（平成5年）1月12日 死去。

## 人物像
安田は、東馬の号で絵画をよくし国際美術家協会員で国内より海外で人気があった。1984年（昭和59年）に協会賞。

## 家族・親族

### 安田家
（鳥取県米子市大篠津町）
安田によると、「曾祖父は大阪辺りへ出稼ぎして可愛い関西弁の女性と結ばれ、二人で郷里へ帰ってきて大阪帰りを屋号に掲げ、水商売の道へ入った。…大抵の家に家系図がチャンとあるものだが私も親父もそういうことに一向頓着しないので、先祖の供養も几帳面にはしていない。親父の従兄にあたる人の長男が米中陸上競技部の先輩であり、京都の高等蚕糸から京都産大の教授を永年務めた人で、その連れ合いがフランスのパリで客死した彫刻家の戸田海笛の娘さんである。父方の伯父は二人、母方の叔父は一人、東京や神奈川で教員を務め校長になっていた」という。
- 妻・文子（米子市寺町[4]、長曽昭夫の義妹[4]）
- 子供[4]

### 親戚
下西文雄（政治家・元境港市議会議長）
安田矩明（陸上選手・元陸上棒高跳びローマ五輪代表）など

## 著書
- 『｢あの人この人｣私の交友録』

## 関連
- 下西文雄（境港市議会議長）
- 野坂寛治（米子市長）
- 安田矩明（陸上棒高跳びローマ五輪代表）